# Korabeka
Korabeka (Koraveka, Coraveca, Corabéca), jedno od nekoiliko plemena iz Bolivije koja su pripadali široj skupini Otuke, jezična porodica bororoan. Otkriveni su kao i Curave, Curuminaca, Otuke ili Otukis, Curucaneca i Tapii u 16. stoljeću a opisao ih je 1715. misionar Juan Bautista Zea, osnivač misije San Juan Bautista, na koju su smješteni 1723. Očuvali su se još do 1832. kada ih nalazi d'Orbigny u provinciji Santa Cruz.